# Cultura da Inglaterra
A Cultura da Inglaterra refere-se às normas culturais da Inglaterra e dos povos ingleses. Por causa da posição dominante do Reino Unido quanto a população, a cultura inglesa é muitas vezes difícil de diferenciar-se da cultura do Reino Unido no conjunto. Contudo, há algumas práticas culturais que se associam especificamente com a Inglaterra.
A cultura da Inglaterra reúne por exemplo fatos históricos como a conquista anglo-saxã da Grã-Bretanha celta; a derrota do Rei Haroldo Godwinson na batalha de Hastings, em 1066, durante a conquista normanda; a Peste Negra que atingiu a Inglaterra em 1349 e matou possivelmente um terço da população; a Guerra das Rosas, que deu a vitória a Henrique VII Tudor na Batalha de Bosworth Field, em 1485; e os conflitos religiosos e a guerra civil. Ela inclui também costumes atuais e referências a costumes do passado, como a venda de esposas e o chá das cinco.
A língua inglesa é falada no mundo inteiro e possui uma tradição com grandes artistas, entre escritores, poetas e dramaturgos  – de Shakespeare e Dickens a premiados escritores contemporâneos – que contribuíram em grande parte para a riqueza da língua inglesa.
Várias regiões e cidades têm associações com grandes artistas, escritores e músicos ingleses, tais como Stratford-upon-Avon (William Shakespeare), Lake District (William Wordsworth), Stroke-on-Trent (Arnold Bennett), Haworth (as irmãs Bronte), Dorset (Thomas Hardy) e Cotswolds (Laurie Lee); Essex e Suffolk (John Constable) e Salford (L.S. Lowry); e Worcestershire (Edward Elgar), Aldeburgh (Banjamin Britten), Liverpool e Abbey Road (The Beatles).
A Inglaterra é um pólo mundial do rock. Bandas inglesas tais como The Beatles, Pink Floyd, Led Zeppelin, Queen, The Rolling Stones, Iron Maiden, The Who, Black Sabbath e Oasis são estrelas internacionais, com uma grande quantidade de fãs no mundo todo. Entretanto, há também uma impressionante rede de orquestras e companhias de óperas, além de vários conjuntos de jazz e de improvisação, de música asiática, africana e caribenha, dentre outros.

## Feriados nacionais
| Data            | Nome em português | Nome local             | Observações             |
| --------------- | ----------------- | ---------------------- | ----------------------- |
| 23 de Abril     | Dia da Inglaterra | Saint George's Day     | Dia de São Jorge.       |
| 01 de Janeiro   | Ano Novo          | New Year               | Celebração de ano novo. |
| 14 de Fevereiro | Dia dos Namorados | Valentine's day        | Dia dos Namorados.      |
| 18 de Março     | Dia das Mães      | Mother's Day/Mom's Day | Dia das mães.           |
| 29 de Março     | Sexta-feira Santa | Good Friday            | Sexta-feira santa       |
| 31 de Março     | Dia dos Pais      | Father´s Day           | Dia dos pais.           |
| 01 de Abril     | Páscoa            | Easter Day             | Dia da Páscoa.          |
| 25 de Dezembro  | Natal             | The Christmas Day      | Natal.                  |